# Арті (Росія)
Арті́ (рос. Арти) — селище міського типу, центр Артинського міського округу Свердловської області.
Населення — 12881 особа (2010, 13790 у 2002).
В селищі народився Герой Радянського Союзу Шутов Віктор Олексійович (1920-1943).